# اسلحه مرگبار ۳
اسلحه مرگبار ۳ (به انگلیسی: Lethal Weapon 3) یک فیلم اکشن و پلیس رفیق آمریکایی محصول سال ۱۹۹۲ به کارگردانی ریچارد دانر با بازی مل گیبسون، دنی گلاور، جو پشی، رنه روسو و استوارت ویلسون است. همچنین دنباله‌ای بر اسلحه مرگبار ۲ (۱۹۸۹)، و سومین قسمت از سری فیلم‌های اسلحه مرگبار محسوب می‌شود.
در اسلحه مرگبار ۳، گروهبان‌های لس آنجلس مارتین ریگز (گیبسون) و راجر مورتاگ (گلاور) جک تراویس (ویلسون)، ستوان سابق لس آنجلس که به دلال اسلحه تبدیل شده را در طول شش روز قبل از بازنشستگی مورتا تعقیب قرار می‌دهند. لئو گتز (پشی) و همچنین گروهبان لورنا کول (روسو) از امور داخلی به ریگز و مورتاگ پیوستند.
این فیلم در گیشه موفق بود و بیش از ۳۲۰ میلیون دلار در سراسر جهان فروخت. این فیلم پنجمین فیلم پرفروش سال ۱۹۹۲ و در مجموع پرفروش‌ترین فیلم این مجموعه بود و در سال ۱۹۹۸ توسط اسلحه مرگبار ۴ دنبال شد.

## بازیگران ونقش‌ها
- مل گیبسون در نقش گروهبان مارتین ریگز
- دنی گلاور در نقش گروهبان راجر مرتاف
- جو پشی در نقش لیو گتس
- رنه روسو در نقش گروهبان لورنا کولن
- استوارت ویلسون در نقش ستوان جک ادوارد تراویس
- دارلین لاو در نقش تریش مرتاف
- استیو کاهان در نقش کاپیتان ادی مورفی
- ماری الن ترینور در نقش روان‌شناس پلیس